# Captura accesoria

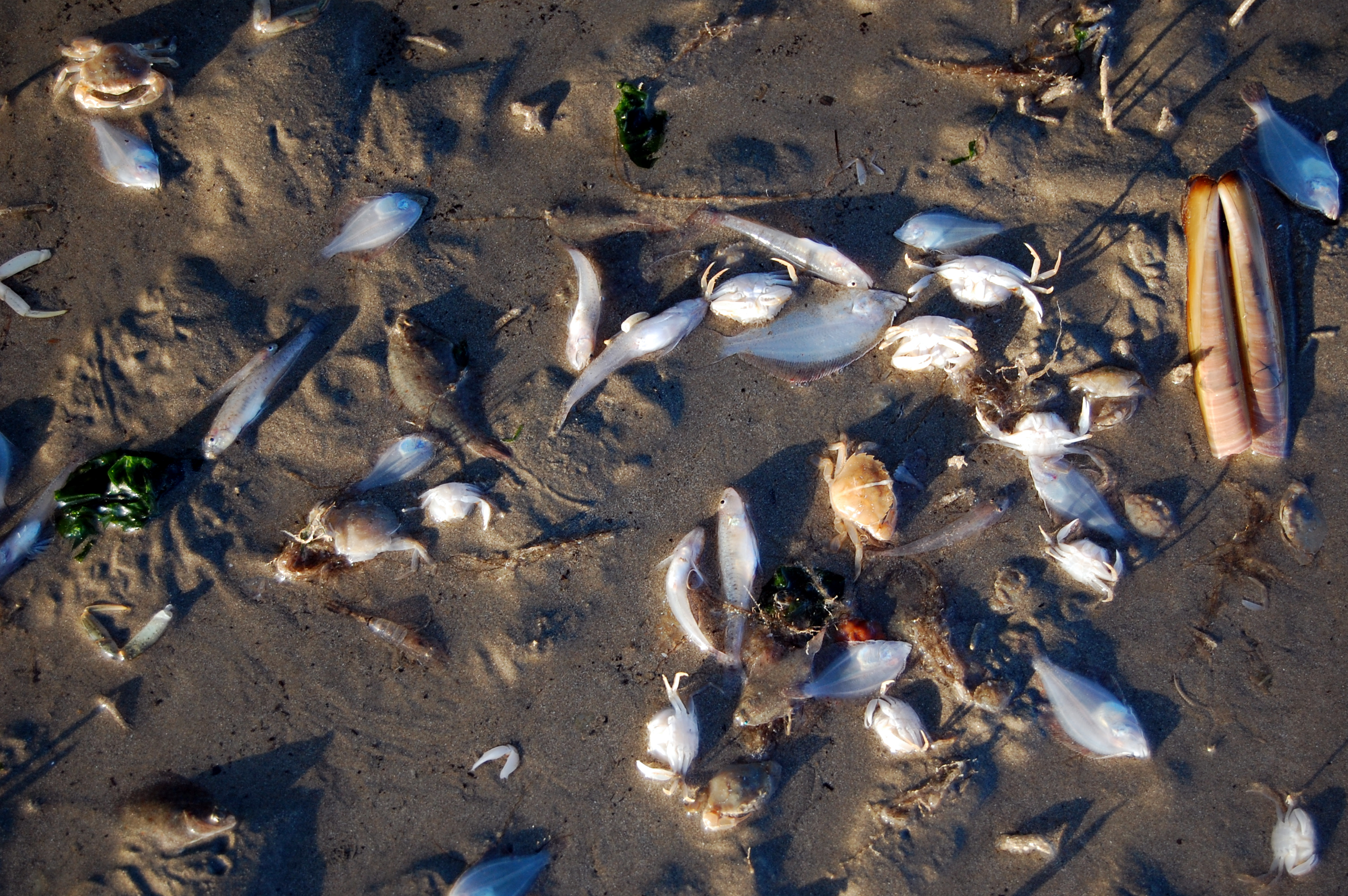
Captura accesoria de la pesca de gambas

El término “captura accesoria” se utiliza normalmente para referirse a todas las especies que se pescan accidentalmente, es decir, las que no son el objetivo de una pesquería determinada. Sin embargo, también puede hacer referencia a otras formas de la especie objetivo, por ejemplo adultos demasiado pequeños o incluso juveniles.
En 1997, la Organización para la Cooperación y el Desarrollo Económico (OCDE) definió la captura accesoria como “la mortalidad total debida a la pesca exceptuando la que ya se contempla como pesca de la especie objetivo”. La captura accesoria contribuye a la disminución del caladero y es un mecanismo de sobrepesca de las especies pescadas accidentalmente.
Existen por lo menos cuatro usos distintos del término “captura accesoria”:
- especies pescadas y vendidas, aunque no son las objetivo de la pesquería
- especies, tallas o sexos que los pescadores deben descartar[3]
- especies no objetivo, tanto las que se pueden vender como las que hay que descartar[4]
- especies de invertebrados, como los equinodermos o los crustáceos que no se pueden vender, y varios grupos de especies vulnerables, como aves, tortugas y mamíferos marinos y toda la familia de los elasmobranquios (tiburones).

## Ejemplos

### Pesca de arrastre

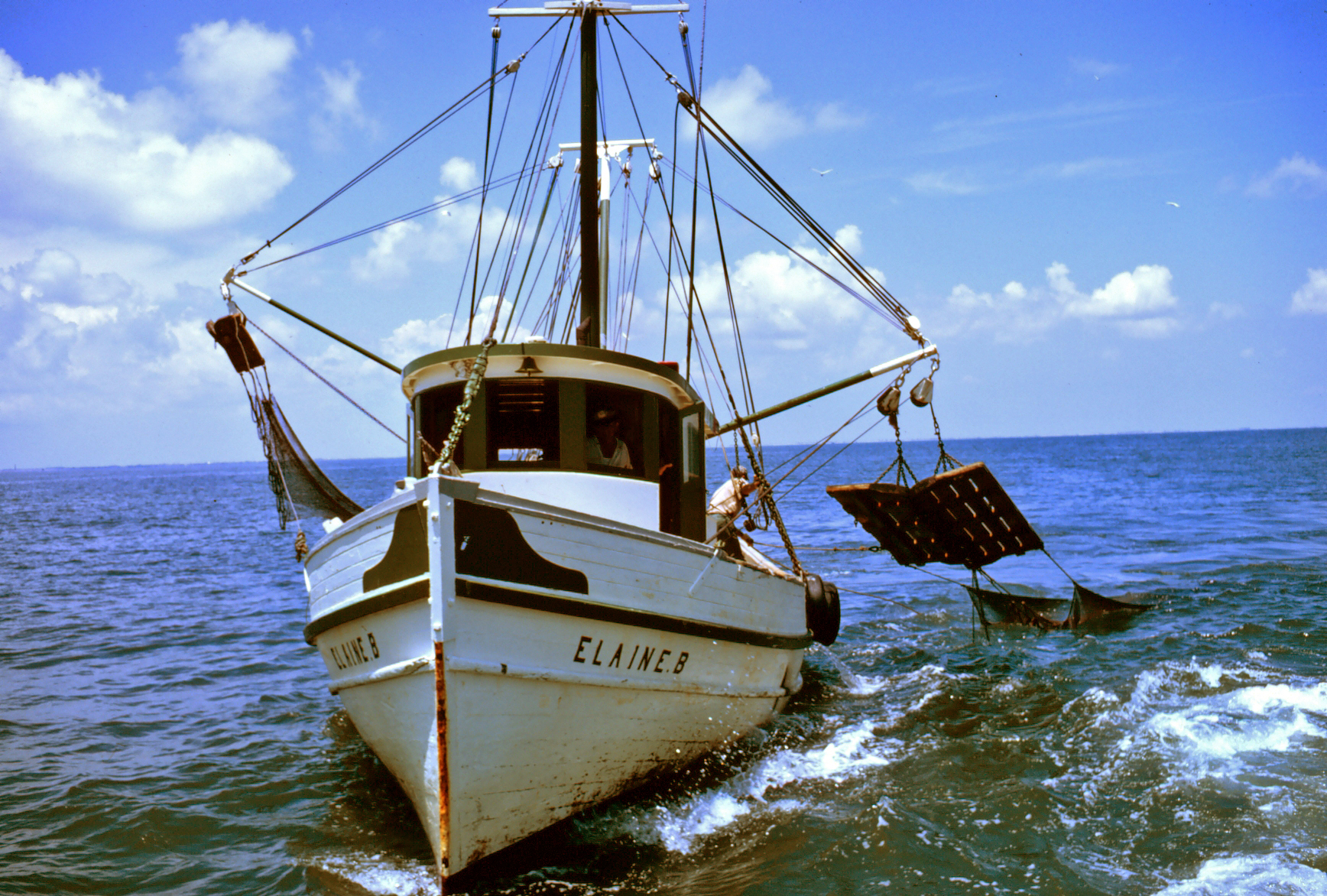
Barco de pesca de arrastre recogiendo las redes

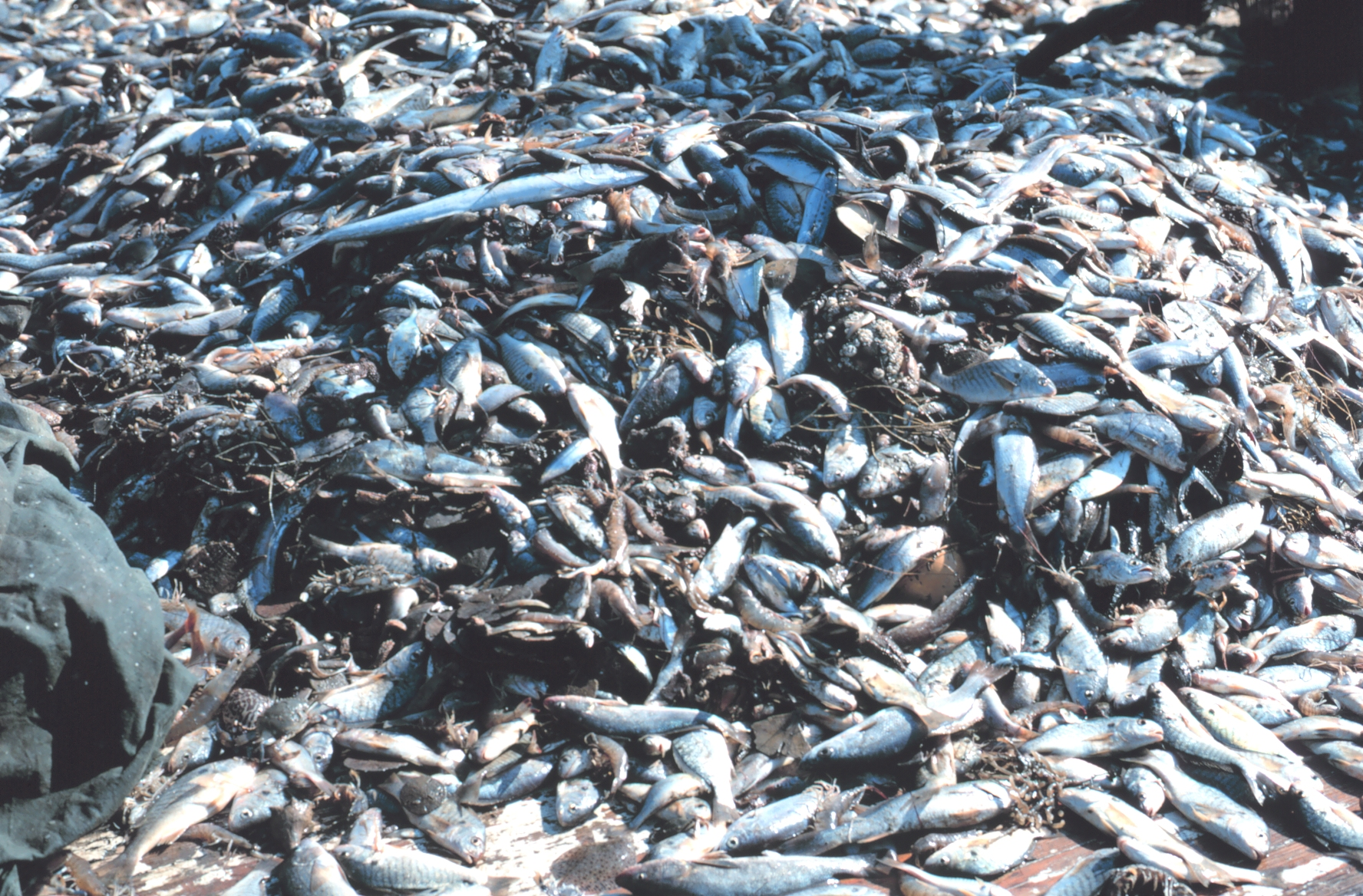
Captura accesoria de la pesca de gambas

Las tasas más elevadas de captura accesoria de especies no objetivo se asocian a la pesca de arrastre. En 1997, la Organización de las Naciones Unidas para la Alimentación y la Agricultura (FAO) proporcionó datos de captura accesoria de la pesquería de gambas a nivel mundial. Los datos de las tasas de descartes (ejemplares de captura accesoria por gamba) eran de 20:1 con una media mundial de 5,7:1.
La pesca de gambas con redes de arrastre representa un 2% de la pesca mundial, pero también produce un tercio de la captura accesoria mundial. Los pesqueros de arrastre estadounidenses cuentan con unas tasas de entre 3:1 y 15:1. 
Las redes de pesca de arrastre en general y las de gambas en particular son una de las causas de mortalidad de especies de cetáceos y de peces de escamas. Cuando la captura accesoria se descarta (se devuelve al mar), normalmente está muerta o moribunda.
En estudios recientes sobre la captura accesoria de la pesquería de camarón de roca del Atlántico Sud se registraron 166 especies de peces de escamas, 37 especies de crustáceos y 29 especies de invertebrados. Otro estudio sobre la misma pesquería, en un periodo de dos años, demostró que los camarones representaban únicamente un 10% del peso total de pesca. El resto estaba compuesto por especies de cangrejos, de lenguados y de chiles, entre otros.
A pesar del uso de dispositivos de reducción de captura accesoria, la pesquería de gambas en el Golfo de México captura entre 25 y 45 millones de pargo rojo anualmente, casi la mitad de lo que sacan las pesquerías de esta especie.

### Cetáceos

Grupo de delfines de Fraser.

Cetáceos, como delfines, marsopas y ballenas, pueden verse muy afectados si se quedan atrapados en las redes y en los palangres. La captura accesoria de cetáceos está aumentando en intensidad y en frecuencia. En algunas pesquerías, los cetáceos se pescan como captura accesoria, pero no se descartan ya que tienen cierto valor como alimento o cebo.  De esta manera, los cetáceos pueden convertirse en objetivo de las pesquerías.

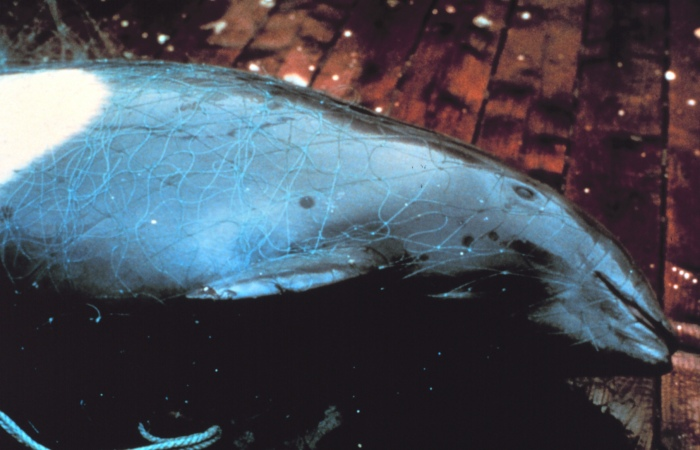
Marsopa atrapada en una red de pesca.

Un ejemplo de captura accesoria son los delfines capturados en las redes para atunes. Los delfines son mamíferos y por lo tanto necesitan subir a la superficie para respirar. Así pues, al quedar atrapados en las redes sumergidas, se ahogan. El problema de la captura accesoria es una de las razones por las que se ha desarrollado la industria de las ecoetiquetas. Los pescadores pueden poner por ejemplo la etiqueta de “Dolphin friendly”, si utilizan los dispositivos adecuados,  para que los consumidores compren tranquilos. Sin embargo, dicha etiqueta no significa que no se hayan matado delfines en la producción de las latas de atún, sino más bien que en lugar de seguir a los delfines para localizar a los atunes se han utilizado otros métodos.

### Albatros

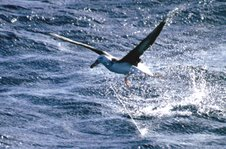
Un albatros atrapado en un palangre.

De las 21 especies de albatros que aparecen en la la lista roja de la Unión Internacional para la Conservación de la Naturaleza (UICN), 19 están amenazadas y las otras dos aparecen en la categoría de casi amenazadas. Además, dos de las especies amenazadas, el albatros de Ámsterdam y el albatros de Chatham, están en peligro crítico. La mayor amenaza para estas aves es la pesca con palangre,  porque tanto los albatros como otras especies de aves marinas que se alimentan de entrañas se abalanzan sobre el cebo de los anzuelos, quedan atrapados y se ahogan. Aproximadamente, unos 100.000 albatros mueren cada año por esta causa. Las pesquerías ilegales contribuyen en gran parte a aumentar este problema.

### Tortugas marinas

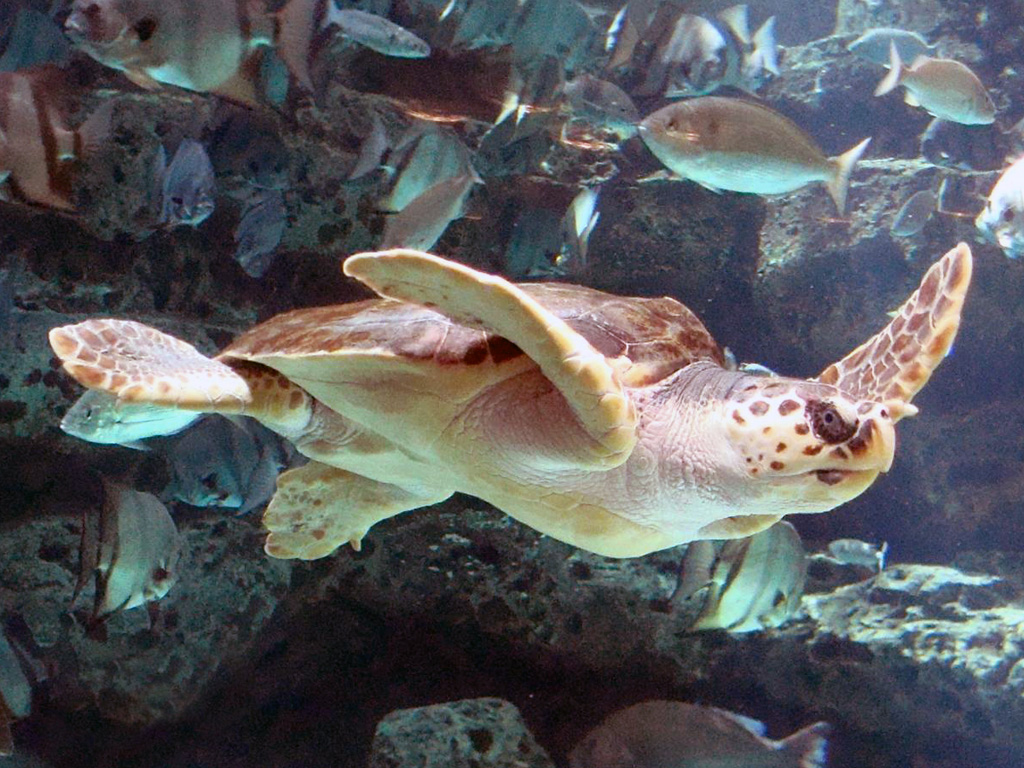
Tortuga boba

Las tortugas marinas se han visto muy afectadas por la pesca de arrastre de gambas y por ello están actualmente en peligro crítico de extinción. Los estudios indican que las redes de las pesquerías del Golfo de México y de la costa del Atlántico en Estados Unidos capturan cada año miles de tortugas marinas de distintas especies, como la bastarda, la boba, la verde y la laúd. 
A veces, las tortugas marinas pueden escapar de las redes de arrastre. Se calcula que en el Golfo de México la especie que más entra en contacto con las redes es la tortuga bastarda, seguida por la boba, la verde y la laúd. En el Atlántico, en cambio, la que más interacciona es la tortuga boba, seguida por la bastarda, la laúd y la verde.

## Medidas atenuantes
El problema de la captura accesoria ha hecho que los pescadores y los científicos busquen maneras de reducirla, básicamente, a través de dos procedimientos.
El primer procedimiento consiste en prohibir la pesca en áreas donde la captura accesoria es muy elevada. Dicha prohibición puede ser permanente o temporal. En este último caso puede depender de las estaciones o de los periodos de tiempo en los que la captura accesoria es excesiva. Las prohibiciones temporales suelen ser frecuentes en pesquerías de arrastre, en las que se capturan de manera poco predecible peces de tallas inferiores a las comerciales o especies no objetivo. Cuando aparece demasiada captura accesoria, se pide a los pescadores que abandonen esa zona de pesca.
El segundo procedimiento consiste en utilizar utensilios de pesca modificados. Una solución sencilla a nivel técnico es usar redes con una malla más grande, para que las especies y los ejemplares más pequeños puedan escapar. Sin embargo, esta medida a menudo requiere cambiar todo el material. Otra opción es modificar el material del que se dispone incorporando dispositivos de reducción de la captura accesoria, a los que se refiere por sus siglas en inglés BRD (Bycatch Reduction Device).
Los BRD permiten que escapen muchas especies de peces comerciales. El gobierno de los Estados Unidos aprobó dispositivos que reducían la captura accesoria en un 30%. Sin embargo, estudios recientes han demostrado que algunos BRD son menos efectivos de lo que se creía. En una pesquería de camarón de roca de Florida se descubrió que los dispositivos no excluían a 166 especies de peces, 37 especies de crustáceos y 29 especies de otros invertebrados.
En 1978, el Servicio Nacional de Pesca Marina de los Estados Unidos empezó a desarrollar dispositivos de exclusión de tortugas marinas, los TED (Turtle Excluder Device). Estos dispositivos cuentan con una reja que hace que las tortugas y otros animales grandes naden hacia la parte superior de la red, donde hay una abertura para que puedan salir. En Estados Unidos son obligatorios, pero no todos los países los exigen. En general, los TED han resultado muy eficientes en la reducción de captura accesoria de tortugas marinas. Sin embargo, su eficacia no es del 100%, de modo que se siguen capturando tortugas. De hecho, en Estados Unidos, estos dispositivos obtienen el certificado de calidad con una eficacia del 97%.
En las zonas con más pesca de arrastre, algunas tortugas pueden pasar repetidas veces por los TED. Estudios recientes han calculado tasas de recaptura del 20% o superiores, pero el problema es que no se sabe si las tortugas sobreviven después de escapar de la red.
La selectividad de las redes de pesca se mejora modificando el tamaño, pero sobre todo la forma de la malla de la red. Los peces pequeños consiguen escapar si la malla es más grande. El desarrollo de este tipo de modificaciones para las artes de pesca y las pruebas que se efectúan para verificar su eficacia entran dentro del marco de la política de conservación.

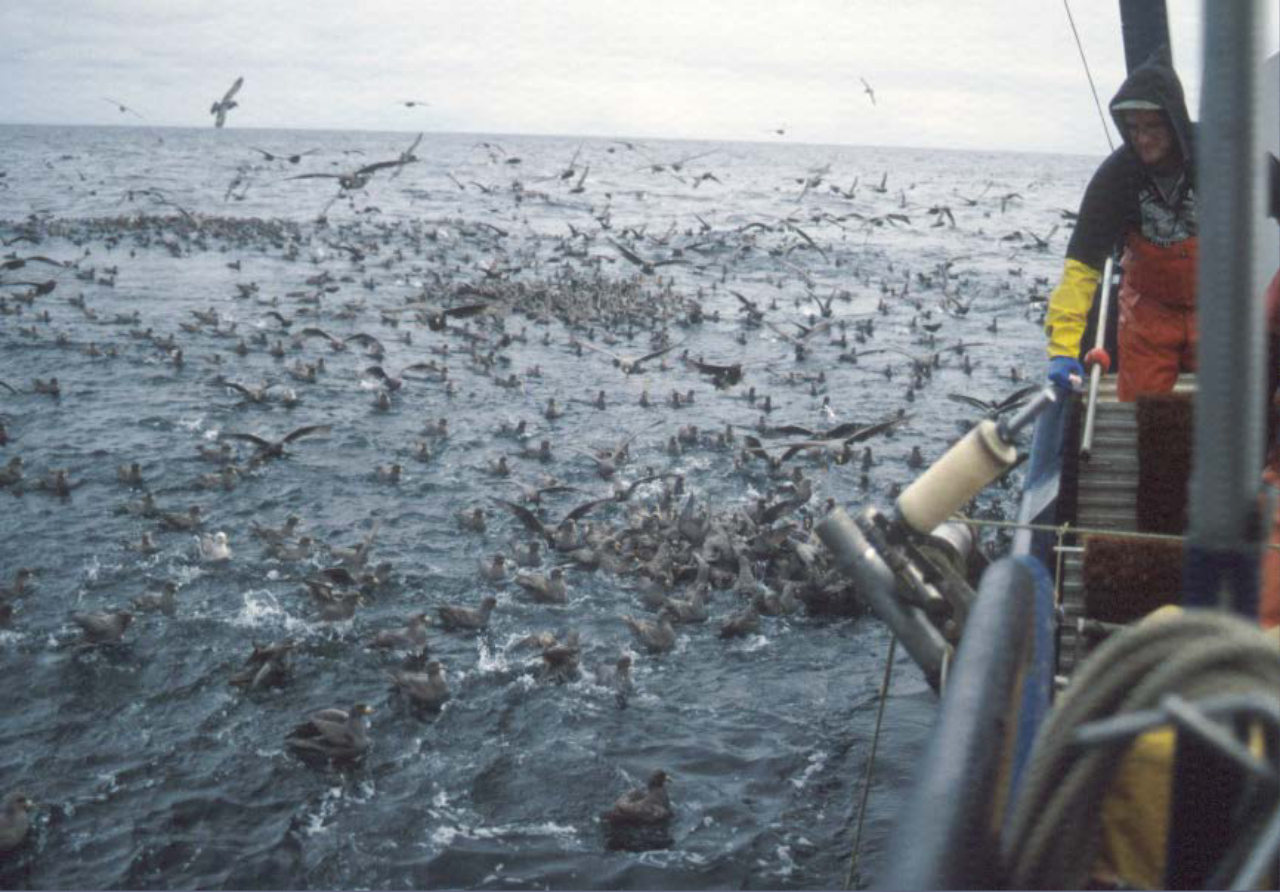
Aves marinas cerca de los barcos de pesca con palangre

Para la pesca con palangre se han desarrollado distintos sistemas para reducir la captura accesoria, que era muy elevada. Algunos sistemas son:
- añadir pesos para que los anzuelos se hundan rápidamente
- incorporar hilos de colores que ahuyentan a las aves marinas y así se comen el cebo mientras se va poniendo el palangre
- poner el palangre por la noche con un mínimo de luz para evitar atraer a las aves marinas
- limitar las temporadas de pesca al invierno austral cuando la mayoría de aves marinas no tienen crías
- no descartar entrañas mientras se pone el palangre

Sin embargo, la modificación de las artes de pesca no elimina la captura accesoria de muchas especies. En marzo de 2006, durante la temporada de pesca de pez espada en Hawái, fue necesario retirar los palangres debido a la pesca excesiva de tortugas bobas, a pesar de utilizar anzuelos modificados.

## Alternativas frente al descarte
Algunas pesquerías no descartan las capturas accesoria, sino que se las quedan para venderlas como alimento. Asimismo, se puede convertir en pescado hidrolizado que sirve como adobo en agricultura orgánica. Sin embargo, si las capturas accesorias se descartan enseguida pueden servir de alimento para depredadores y carroñeros.